# Dolores (voornaam)
Dolores is een vrouwelijke voornaam. De naam is afgeleid van Maria de los dolores (Maria der smarten), een dag die jaarlijks op 15 september valt. Enkele varianten zijn Lola en Lolita.
In Nederland kwam de naam in 2017 267 keer voor als vrouwelijke voornaam, 592 keer als dito volgnaam en minder dan 5 keer als volgnaam bij mannen. In België kwam de naam in 2019 751 keer voor.

## Bekende personen
Enkele bekende naamdragers zijn:
- Dolores Bouckaert (1976), een Belgisch actrice
- Dolores Cannon (1931–2014), een Amerikaans hypnotherapeute
- Dolores Costello (1903–1979), een Amerikaans actrice
- Dolores Ehlers (1896–1983), een Mexicaans filmregisseur, cameravrouw, documentairemaakster, filmlaboratoriumwerker, fotografe en politica
- Dolores Hart (1938), een Amerikaans filmactrice
- Dolores Heredia (1966), een Mexicaans actrice
- Dolores Huerta (1930), een Amerikaans oud-vakbondsbestuurder
- Dolores Ibárruri Gómez (1895–1989), een Spaans communistisch politica
- Dolores Keane (1953), een Iers zangeres
- Dolores Leeuwin (1970), een Nederlands presentatrice en actrice
- Dolores del Río (1904–1983), een Mexicaans-Amerikaans actrice
- Dolores O'Riordan (1971–2018), een Iers zangeres en songwriter